# Leptodactylus labyrinthicus
Leptodactylus labyrinthicus är en groddjursart som först beskrevs av Johann Baptist von Spix 1824.  Leptodactylus labyrinthicus ingår i släktet Leptodactylus och familjen tandpaddor. IUCN kategoriserar arten globalt som livskraftig. Inga underarter finns listade i Catalogue of Life.